# Parczew-Partisanen
Die Parczew-Partisanen waren Kämpfer in irregulären militärischen Truppen, die an der jüdischen Widerstandsbewegung gegen NS-Deutschland und seine Kollaborateure während des Zweiten Weltkriegs teilnahmen. Sie waren Teil der geschätzten 20.000 bis 30.000 jüdischen Partisanen auf polnischem Gebiet. Die von Holocaust-Historikern geprägte Bezeichnung dieser Partisanentruppe geht auf den Parczew-Wald zurück, in dem sich die Partisanen versteckt hielten. Dieser liegt nicht weit von Lublin entfernt, auf halber Strecke zur Stadt Sobibór, dem Ort des Sobibór-Vernichtungslagers während des Holocausts im besetzten Polen. Die Juden, denen es gelang, aus dem Lager Sobibór zu fliehen, versteckten sich dort zusammen mit einer beträchtlichen Anzahl jüdischer Familien des Lubliner Ghettos.
Das Gebiet, zu dem die Bezirke Parczew und Włodawa in der Nähe von Lublin gehörten, wurde zu einem der wichtigsten Schlachtfelder der jüdischen Partisanenbewegung. Die unzugänglichen Wälder von Parczew waren dafür ein idealer Ort. 

## Partisanenführer
Hervorzuheben sind die Partisanenführer Frank Blaichman, Harold Werner und Shmuel Mieczysław  Gruber. Werner und Gruber waren Stellvertreter von Jechiel Grynszpan, der die jüdischen Streitkräfte im Parczew-Wald anführte. Bleichman war einer der beiden Zugführer von Grynszpan.

## Hauptbasis

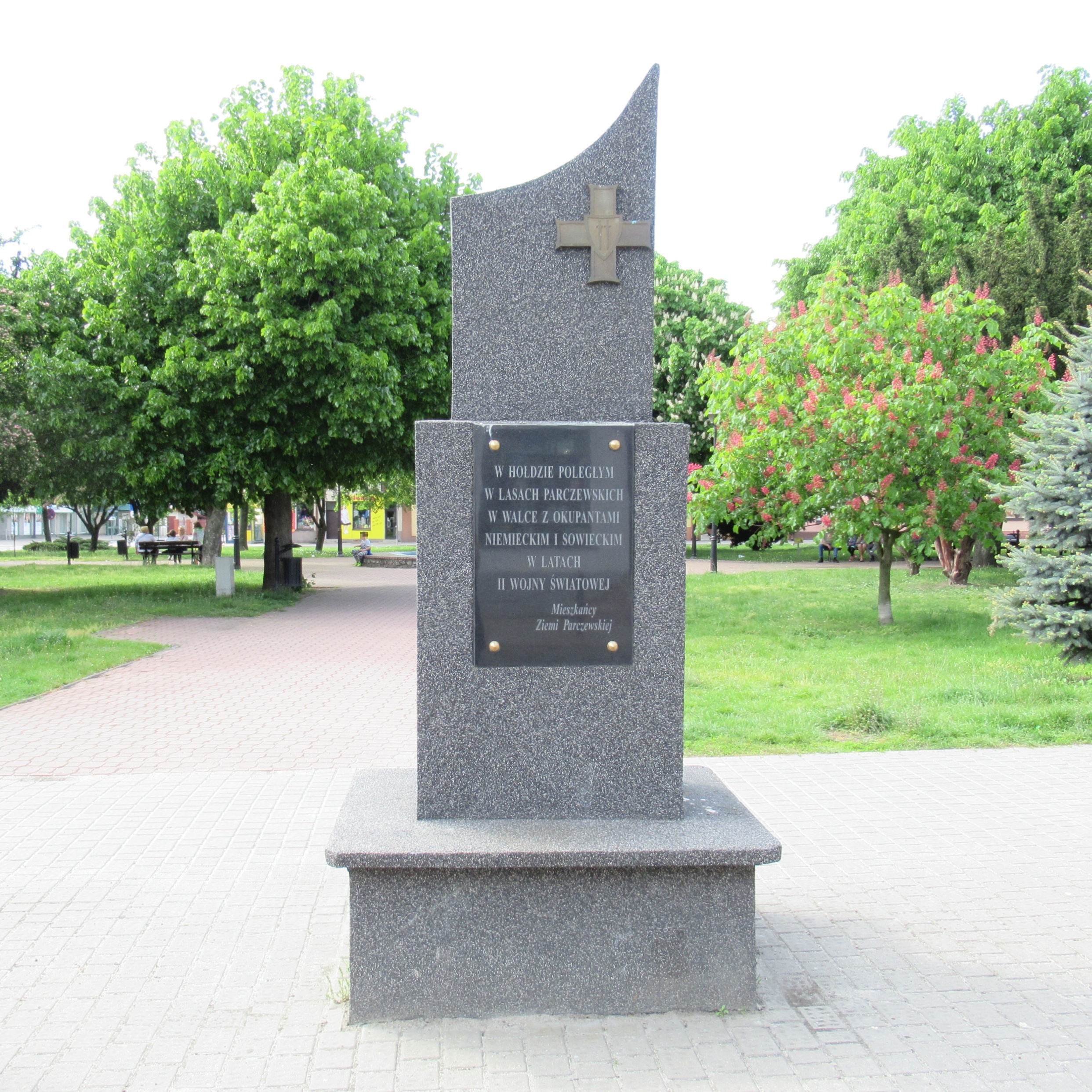
Ehrenmal für die im Wald von Parczew gefallenen Polen zur Zeit der Besatzung durch deutsche und sowjetische Truppen während des 2. Weltkriegs.

Der Parczew-Wald bildete auch die Hauptbasis der nichtjüdischen polnischen Partisanenbewegung. Eine derart hohe Widerstandskonzentration, zu der auch die Gwardia Ludowa (GL, „Volksgarde“), Bataliony Chłopskie (BCh, „Bauernbataillone“) und Armia Krajowa (AK, „Polnische Heimatarmee“) gehörten, war nur aufgrund der starken materiellen Unterstützung durch die umliegenden Bezirke  möglich.
Die Partisanentruppe kämpfte zusammen mit der Gwardia Ludowa in mehreren intensiven Gefechten gegen deutsche Streitkräfte mit Maschinengewehren, Sprengstoff um Bahngleise zu sprengen und anderen von sowjetischen Streitkräften aus der Luft abgeworfenen Gütern. Sie wurden durch Nahrungsmittel von Landwirten aus der Umgebung versorgt. Die Partisanentruppe war an der Einnahme der Stadt Parczew am 16. April 1944 beteiligt.

## Aufstand von Zamość
Nach dem Unternehmen Barbarossa, dem Decknamen für den deutschen Angriff im Jahr 1941 auf die Sowjetunion im Zweiten Weltkrieg, begannen Massendeportationen polnischer Einwohner von Zamojszczyzna (südlich von Chełm) (Aktion Zamość) durch  das deutsche Militär und die Ordnungspolizei (Orpo), mit Unterstützung der ukrainischen Hilfspolizeibataillone. Ziel war die Vorbereitung der von Reichsführer SS Heinrich Himmler angeordneten Neuansiedlung im Sinne des Generalplans Ost. Einige polnische Dörfer wurden einfach ausradiert und ihre Bewohner massakriert. Während der „Heim ins Reich Ukraineraktion“ wurden nationalsozialistische Ukrainer und deutsch-ukrainische Volksdeutsche zusammen mit ethnischen Deutschen aus dem Osten dorthin umgesiedelt. Sie erhielten neue Latifundien, die von jüdischen Gefangenen im Rahmen des Nisko-Plans zur zunächst geplanten Schaffung eines „Judenreservates“ in Nisko (Polen) gebaut worden waren. Sie wurden anschließend im nahe gelegenen Vernichtungslager Sobibór ermordet. Der polnische Untergrund revanchierte sich, indem er den Aufstand von Zamość auslöste, der als eine der größten Aktionen des polnischen Widerstands während des Zweiten Weltkriegs gilt. Aussiedlungsaktionen im Kreis Zamość wurden den Deutschen durch eine immer stärker werdende Partisanenbewegung unmöglich gemacht. Partisanen griffen die deutschen Einheiten an, wenn diese Dörfer aussiedeln wollten, setzten die Siedlungen deutscher Kolonisten in Brand und störten oder verhinderten den Eisenbahnverkehr. In den 17 Monaten, die der Zamość-Aufstand dauerte – vom 31. Dezember 1943 bis zur vollständigen Vertreibung der Deutschen – fanden ungefähr 850 Kämpfe und Gefechte statt. Jüdischen Quellen zufolge haben die jüdischen Partisanen dabei auch ukrainische Dorfbewohner hingerichtet, „die in den Wald vorgedrungen waren, um die aus den Ghettos geflohenen Juden gefangen zu nehmen“. Dies galt als Rache für die „antijüdischen Aktivitäten“ der ukrainischen Bauern.